# Franco Baldini
Franco Baldini (Reggello, 3 ottobre 1960) è un dirigente sportivo ed ex calciatore italiano nel ruolo di centrocampista.

## Carriera

### Giocatore
Ha messo a referto 23 presenze (senza mai andare in rete) con la maglia del Bologna, nel ruolo di centrocampista, durante il campionato di Serie A 1981-1982, chiuso con la prima retrocessione dei felsinei in Serie B. Ha inoltre totalizzato 142 presenze e 7 reti in Serie B nelle file di Varese, Bari, Pescara, Campobasso e Casertana.
Nel 1981 è stato convocato per la Nazionale Under-21, senza tuttavia scendere mai in campo in incontri ufficiali.

### Dirigente
La sua carriera dirigenziale inizia nel 1998, quando il presidente della Roma, Franco Sensi, lo ingaggia prima da consulente esterno, poi da consulente di mercato, infine da direttore sportivo. Grazie ai pesanti investimenti voluti dalla proprietà, ingaggia per la squadra capitolina calciatori di livello mondiale, come Gabriel Batistuta, Emerson e Walter Samuel, con cui la Roma vince il campionato nel 2001. Successivamente porta nella capitale anche Cristian Chivu, fortemente voluto dal presidente, il brasiliano Mancini e il giovane difensore francese Philippe Mexès.
Nel 2000-2001 la Roma perviene alla conquista dello scudetto. 
Nel giugno 2004, dopo la decisione di Fabio Capello di lasciare la Roma per allenare la Juventus, e nel pieno della malattia che portò alla morte il presidente Franco Sensi, entra in conflitto con lo stesso Capello e con la famiglia Sensi. Il 24 marzo 2005 si dimette dalla carica di direttore sportivo della Roma, a causa di divergenze gestionali con la società, in particolare con l'amministratore delegato Rosella Sensi, che aveva avviato il risanamento del bilancio della società e attuato una condotta più diplomatica rispetto al padre nelle "battaglie di palazzo".
Il 6 luglio 2006 Capello viene ingaggiato dal Real Madrid e chiede al neo-presidente Ramón Calderón di ingaggiare proprio Baldini, con il quale i rapporti si erano ricuciti, come segretario tecnico; a Madrid vince un campionato spagnolo e porta i due talenti argentini Fernando Gago e Gonzalo Higuaín. Lascia il Real Madrid il 28 giugno 2007 quando Capello viene esonerato dalla dirigenza madridista.
Il 14 dicembre 2007 segue il tecnico friulano anche nella sua esperienza alla guida della nazionale inglese, venendo nominato assistant manager. Lascia l'incarico nel 2011, quando la Football Association comunica la volontà di interrompere il rapporto con Capello e con i suoi assistenti al termine delle qualificazioni per gli Europei 2012.
Il 19 ottobre 2011 Baldini viene ingaggiato ancora una volta dalla Roma. Dopo meno di due anni, il 5 giugno 2013, risolve consensualmente il suo contratto con il club giallorosso.
Il 19 giugno 2013 viene nominato direttore tecnico del Tottenham, incarico che lascia il 28 settembre 2015.
Dopo un'esperienza come consulente esterno dell'Olympique Marsiglia, il 3 luglio 2016 annuncia per la terza volta il suo ritorno alla Roma, questa volta come consulente esterno, occupandosi di sponsor, relazioni internazionali e comunicazione. Con il cambio di proprietà nell’estate del 2020 lascia di nuovo la Roma.
Continua l' esperienza nel calcio tramite la sua società di consulenza IC20 Ltd e dal 2025 è nel Consiglio di Justice for Players 

### Controversie
Nell'estate del 2004 Baldini sceglie Philippe Mexès per sostituire Walter Samuel, ma l'acquisizione dall'Auxerre si rivela controversa, in quanto il club francese accusa Mexès di aver firmato per la Roma quando era ancora sotto contratto con l'Auxerre. La FIFA infligge a Mexès un mese e mezzo di squalifica e alla Roma il blocco delle trattative per due sessioni di calciomercato e il pagamento di un indennizzo di 8 milioni di euro alla società francese. Le sanzioni saranno poi attenuate dopo il ricorso al TAS.

## Carriera dirigenziale in sintesi
- 2001-2005:  Roma - Direttore sportivo
- 2006-2007:  Real Madrid - Segretario tecnico
- 2007-2011:  Inghilterra - Assistant manager
- 2011-2013:  Roma - Direttore generale
- 2013-2015:  Tottenham - Direttore tecnico
- 2016-2020:  Roma - Consulente

## Palmarès

### Club

#### Competizioni nazionali
- Serie C1: 1

Bari: 1983-1984